# Herrdubbel i badminton vid olympiska sommarspelen 2012

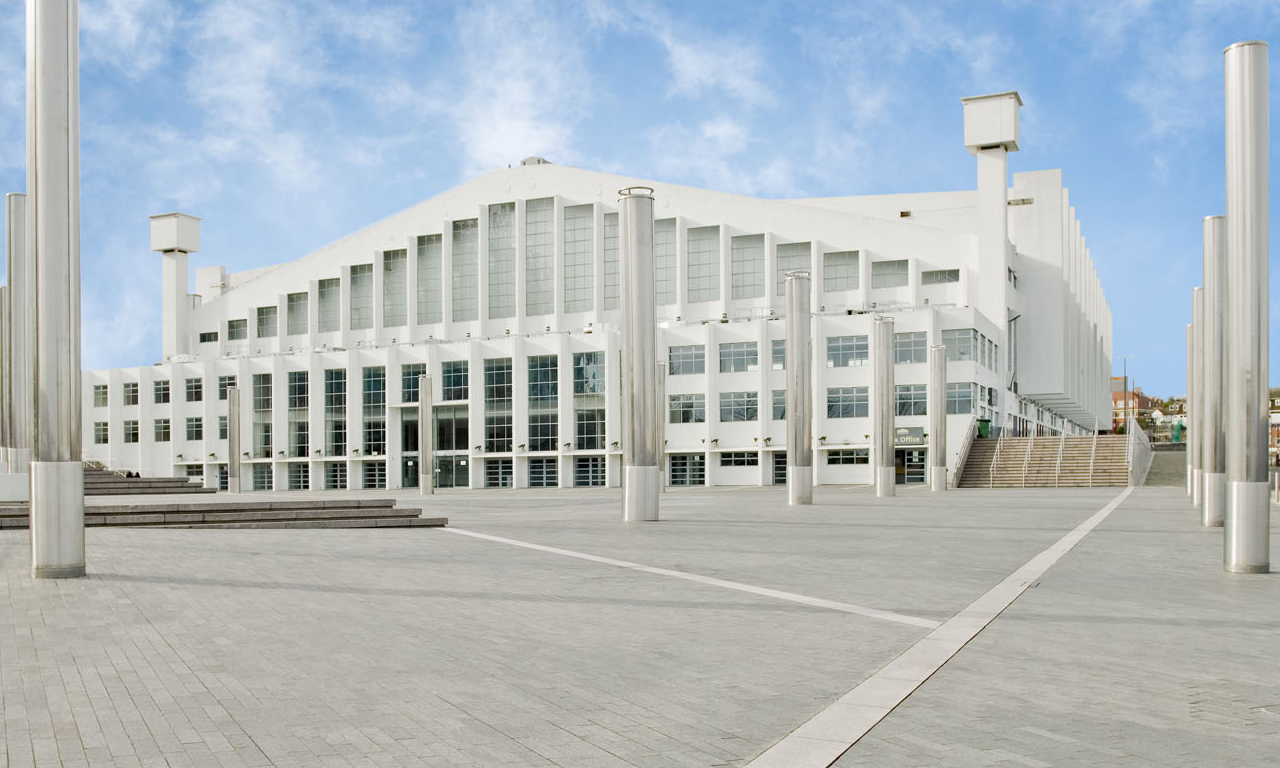
Wembley Arena, där matcherna spelas.

Herrdubbel i badminton vid olympiska sommarspelen 2012 hölls i Wembley Arena (London, Storbritannien) mellan den 28 juli och 5 augusti 2012. 16 par (32 spelare) från 14 länder deltog.

## Medaljörer
| Gren       | Guld                    | Guld                    | Silver                               | Silver                               | Brons                               | Brons                               |
| Herrdubbel | Kina Cai Yun Fu Haifeng | Kina Cai Yun Fu Haifeng | Danmark Mathias Boe Carsten Mogensen | Danmark Mathias Boe Carsten Mogensen | Sydkorea Jung Jae-sung Lee Yong-dae | Sydkorea Jung Jae-sung Lee Yong-dae |

## Format
Det inledande steget av turneringen är ett gruppspel. De åtta bästa paren går sedan vidare till kvartsfinal där turneringen blir en vanlig utslagsturnering. De två semifinalvinnarna möts i en match om guldet. Bronsmatchen avgörs mellan semifinalförlorarna.

## Resultat

### Gruppspel

#### Grupp A
| Deltagare                                   | S | V | F | VS | FS | P |
| ------------------------------------------- | - | - | - | -- | -- | - |
| Cai Yun / Fu Haifeng (CHN)                  | 3 | 3 | 0 | 6  | 0  | 3 |
| Fang Chieh-min / Lee Sheng-mu (TPE)         | 3 | 2 | 1 | 4  | 2  | 2 |
| Ingo Kindervater / Johannes Schöttler (GER) | 3 | 1 | 2 | 2  | 4  | 1 |
| Ross Smith / Glenn Warfe (AUS)              | 3 | 0 | 3 | 0  | 6  | 0 |

#### Grupp B
Det polska laget drog sig ur och tilldömdes förlust med 2-0 i set i alla matcher.
| Deltagare                             | S            | V            | F            | VS           | FS           | P            |
| ------------------------------------- | ------------ | ------------ | ------------ | ------------ | ------------ | ------------ |
| Bodin Isara / Maneepong Jongjit (THA) | 3            | 3            | 0            | 6            | 0            | 3            |
| Muhammad Ahsan / Bona Septano (INA)   | 3            | 2            | 1            | 4            | 2            | 2            |
| Ko Sung-hyun / Yoo Yeon-seong (KOR)   | 3            | 1            | 2            | 2            | 4            | 1            |
| Adam Cwalina / Michał Łogosz (POL)    | Drog sig ur. | Drog sig ur. | Drog sig ur. | Drog sig ur. | Drog sig ur. | Drog sig ur. |

#### Grupp C
| Deltagare                                 | S | V | F | VS | FS | P |
| ----------------------------------------- | - | - | - | -- | -- | - |
| Mathias Boe / Carsten Mogensen (DEN)      | 3 | 3 | 0 | 6  | 1  | 3 |
| Chai Biao / Guo Zhendong (CHN)            | 3 | 2 | 1 | 4  | 2  | 2 |
| Vladimir Ivanov / Ivan Sozonov (RUS)      | 3 | 1 | 2 | 3  | 4  | 1 |
| Dorian Lance James / Willem Viljoen (RSA) | 3 | 0 | 3 | 0  | 6  | 0 |

#### Grupp D
| Deltagare                            | S | V | F | VS | FS | P |
| ------------------------------------ | - | - | - | -- | -- | - |
| Jung Jae-sung / Lee Yong-dae (KOR)   | 3 | 3 | 0 | 6  | 0  | 3 |
| Koo Kien Keat / Tan Boon Heong (MAS) | 3 | 2 | 1 | 4  | 2  | 2 |
| Naoki Kawamae / Shoji Sato (JPN)     | 3 | 1 | 2 | 2  | 4  | 1 |
| Howard Bach / Tony Gunawan (USA)     | 3 | 0 | 3 | 0  | 6  | 0 |

### Slutspel
|  | Kvartsfinaler | Kvartsfinaler                             | Kvartsfinaler                            | Kvartsfinaler                            | Kvartsfinaler |    |                                          | Semifinaler | Semifinaler | Semifinaler | Semifinaler | Semifinaler |            |  | Final | Final                                    | Final | Final | Final | Final | Final |
|  |               |                                           |                                          |                                          |               |    |                                          |             |             |             |             |             |            |  |       |                                          |       |       |       |       |       |
|  | A1            | Cai Yun (CHN) Fu Haifeng (CHN)            | 21                                       | 21                                       |               |    |                                          |             |             |             |             |             |            |  |       |                                          |       |       |       |       |       |
|  | C2            | Chai Biao (CHN) Guo Zhendong (CHN)        | 15                                       | 19                                       |               |    |                                          |             |             |             |             |             |            |  |       |                                          |       |       |       |       |       |
|  | C2            | Chai Biao (CHN) Guo Zhendong (CHN)        | 15                                       | 19                                       |               |    | Cai Yun (CHN) Fu Haifeng (CHN)           | 21          | 21          |             |             |             |            |  |       |                                          |       |       |       |       |       |
|  |               |                                           |                                          |                                          |               |    | Cai Yun (CHN) Fu Haifeng (CHN)           | 21          | 21          |             |             |             |            |  |       |                                          |       |       |       |       |       |
|  |               |                                           | Koo Kien Keat (MAS) Tan Boon Heong (MAS) | 9                                        | 19            |    |                                          |             |             |             |             |             |            |  |       |                                          |       |       |       |       |       |
|  | B1            | Bodin Isara (THA) Maneepong Jongjit (THA) | Koo Kien Keat (MAS) Tan Boon Heong (MAS) | 9                                        | 19            | 16 | 18                                       |             |             |             |             |             |            |  |       |                                          |       |       |       |       |       |
|  | B1            | Bodin Isara (THA) Maneepong Jongjit (THA) |                                          |                                          |               | 16 | 18                                       |             |             |             |             |             |            |  |       |                                          |       |       |       |       |       |
|  | D2            | Koo Kien Keat (MAS) Tan Boon Heong (MAS)  | 21                                       | 21                                       |               |    |                                          |             |             |             |             |             |            |  |       |                                          |       |       |       |       |       |
|  |               |                                           |                                          |                                          |               |    |                                          |             |             |             |             |             |            |  |       | Cai Yun (CHN) Fu Haifeng (CHN)           | 21    | 21    |       |       |       |
|  |               |                                           |                                          | Mathias Boe (DEN) Carsten Mogensen (DEN) | 16            | 15 |                                          |             |             |             |             |             |            |  |       |                                          |       |       |       |       |       |
|  | A2            | Fang Chieh-min (TPE) Lee Sheng-mu (TPE)   | 16                                       | 18                                       |               |    |                                          |             |             |             |             |             |            |  |       |                                          |       |       |       |       |       |
|  | C1            | Mathias Boe (DEN) Carsten Mogensen (DEN)  | 21                                       | 21                                       |               |    |                                          |             |             |             |             |             |            |  |       |                                          |       |       |       |       |       |
|  | C1            | Mathias Boe (DEN) Carsten Mogensen (DEN)  | 21                                       | 21                                       |               |    | Mathias Boe (DEN) Carsten Mogensen (DEN) | 17          | 21          | 22          |             |             |            |  |       |                                          |       |       |       |       |       |
|  |               |                                           |                                          |                                          |               |    | Mathias Boe (DEN) Carsten Mogensen (DEN) | 17          | 21          | 22          |             |             |            |  |       |                                          |       |       |       |       |       |
|  |               |                                           | Jung Jae-sung (KOR) Lee Yong-dae (KOR)   | 21                                       | 18            | 20 |                                          |             | Bronsmatch  | Bronsmatch  | Bronsmatch  | Bronsmatch  | Bronsmatch |  |       |                                          |       |       |       |       |       |
|  | B2            | Muhammad Ahsan (INA) Bona Septano (INA)   | Jung Jae-sung (KOR) Lee Yong-dae (KOR)   | 21                                       | 18            | 20 | 12                                       | 16          | Bronsmatch  | Bronsmatch  | Bronsmatch  | Bronsmatch  | Bronsmatch |  |       |                                          |       |       |       |       |       |
|  | B2            | Muhammad Ahsan (INA) Bona Septano (INA)   |                                          |                                          |               |    | 12                                       | 16          |             |             |             |             |            |  |       |                                          |       |       |       |       |       |
|  | D1            | Jung Jae-sung (KOR) Lee Yong-dae (KOR)    | 21                                       | 21                                       |               |    |                                          |             |             |             |             |             |            |  |       | Koo Kien Keat (MAS) Tan Boon Heong (MAS) | 21    | 10    |       |       |       |
|  |               |                                           |                                          |                                          |               |    |                                          |             |             |             |             |             |            |  |       | Jung Jae-sung (KOR) Lee Yong-dae (KOR)   | 23    | 21    |       |       |       |